# RIM-24 Tartar
Ne doit pas être confondu avec RIM-66 Standard.
Le RIM-24 Tartar était un missile mer-air de moyenne portée de conception américaine qui a été parmi les premiers engins surface-air à équiper les navires de l'US Navy. Il est la troisième arme de la série T développée dans les années 1950 et 1960, après le RIM-2 Terrier et le RIM-8 Talos. Le RIM-24 a été embarqué sur des navires de protection antiaérienne de cinq pays. Il n'est plus utilisé depuis les années 1990, il a été remplacé sur certains bâtiments par son successeur, le RIM-66 Standard SM1-MR, qui continue fréquemment à être appelé « Tartar » car il utilise les mêmes structures que le RIM-24.

## Historique
Le RIM-24 est né du besoin des forces américaines de disposer, pour équiper les bâtiments de taille moyenne, d'un système de défense anti-aérienne plus léger que le Terrier et le Talos qui sont des armes de grandes dimensions. Le système devait être capable d'intercepter des objectifs de très courte jusqu'à moyenne distance. Le premier tir d'un missile RIM-24 Tartar eut lien en 1958 et il fut déclaré opérationnel en 1962.
Au début des années 1970, ce missile était déjà devenu obsolète car n'étant plus à même de faire face aux nouvelles menaces anti-navires du bloc soviétique. Il a été progressivement remplacé partout par le système RIM-66 Standard SM1-MR. Il est désormais totalement abandonné par la marine des États-Unis, mais équipe encore quelques bâtiments dans les autres marines.
Ce système d'armes, qui a équipé 42 bâtiments de guerre appartenant à cinq pays, n'a jamais été utilisé contre un objectif militaire.

Tirs d'exercice de RIM-24 Tartar
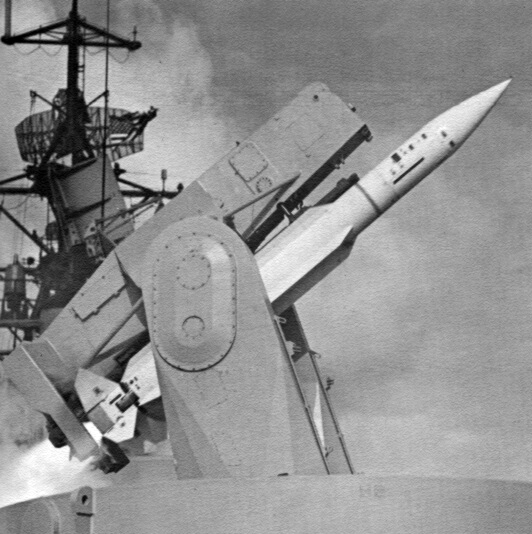
USS Berkeley 1970
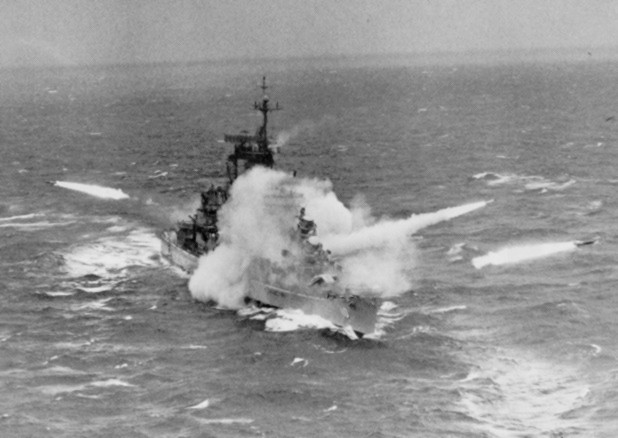
USS Albany 1963
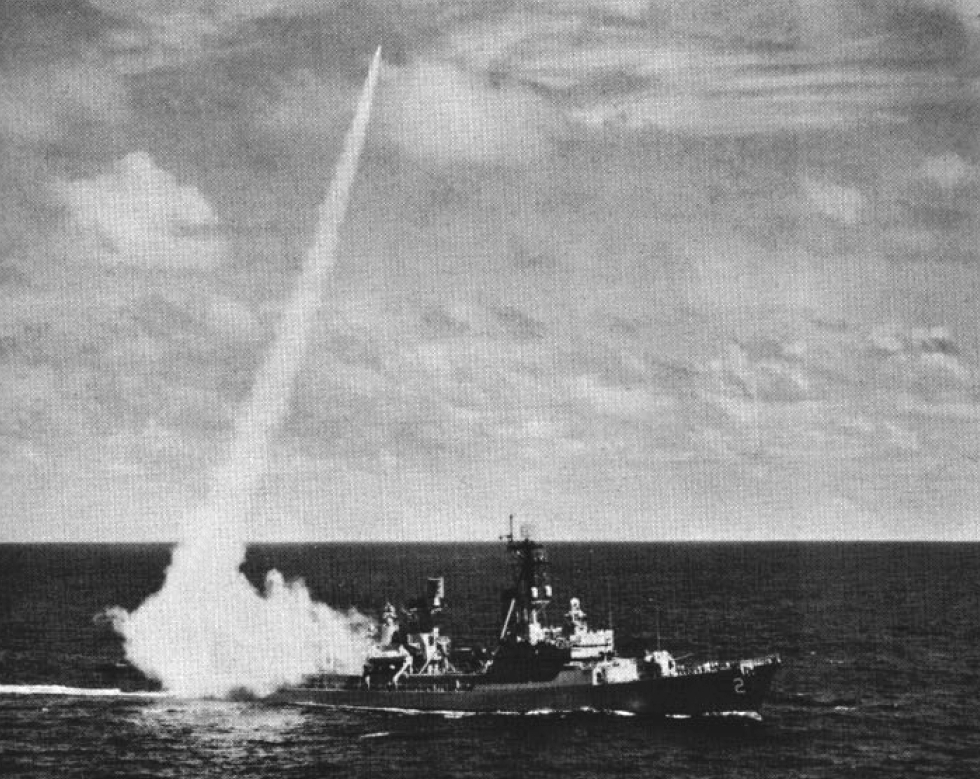
USS Charles F. Adams 1963

## Caractéristiques

### Missile

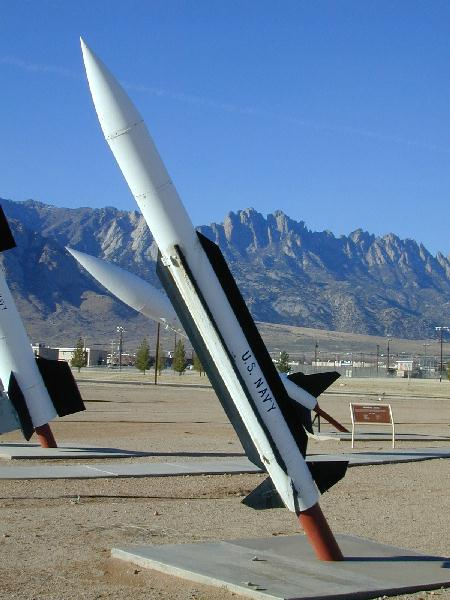
Missile RIM-24 Tartar

Le RIM-24 fut construit en trois versions :
- RIM-24A : Version originale utilisée pour les essais (1958)
- RIM-24B : Premier système embarqué qui prit le nom de Tartar (1961)
- RIM-24C : Version finale ayant servi au développement du RIM-66 Standard (1963)

Développé par General Dynamics, le RIM-24 Tartar dérivait du RIM-2 Terrier dépouillé de ses boosters. Chaque engin avait une longueur de 4,57 mètres (180 pouces), un diamètre de 34,3 centimètres (13,5 pouces) et une masse de 520 kg (1 310 livres). Il était propulsé par un moteur à poudre à double poussée (accélération puis sustentation). Le missile atteignait la vitesse de Mach 1,8 ce qui le rendait apte à frapper la plupart des avions de chasse en service au moment de son développement, ainsi que les premiers missiles antinavires. Conçu comme un missile d'interception, il n'était pas nécessaire qu'il soit capable de rattraper une cible fuyante. Il avait, en outre, la possibilité de s'élever au-dessus de son objectif avant de le frapper. Un missile de test, dépourvu de propulseur et de charge mais rempli d'électronique, permettait de simuler le tir et le vol lors des exercices.
Sa portée était de 16 nautiques (30 km) dans sa versions B et de 17,5 nautiques (32,5 km) dans sa version C, pour une altitude d'interception comprise entre 18 m (60 pieds) et 19 500 m  (65 000 pieds).

### Stockage et rampes de lancement
Le RIM-24 pouvait être lancé à partir de rampes doubles (Mk11) ou simples (Mk13 ou Mk22). Paradoxalement, les rampes simples permettaient une cadence de tir plus rapide, à raison d'un lancement toutes les dix secondes. La rampe Mk13 surmontait un barillet, protégé par un système anti-incendie, permettant de stocker verticalement 40 missiles, en deux rangées concentriques de 24 et 16. La masse de l'ensemble rampe et barillet était de 59 tonnes. La Mk22 était une variante de la Mk13 dont le barillet était réduit à 16 missiles. « Le spectateur reste confondu par la rapidité des opérations de chargement de la rampe et par sa souplesse de mobilité en hauteur et en direction. »

### Guidage
Le missile possédait un guidage semi-actif, ce qui signifie qu'il devait être guidé vers sa cible par le navire tireur qui était équipé de deux groupements de guidage comprenant chacun un ensemble télépointeur/radar-illuminateur DRBR 51. On pouvait ainsi effectuer un tir simultanément sur deux cibles. Une fusée de proximité le faisait exploser lorsqu'il arrivait près de sa cible.

Rampes de lancement et systèmes de guidage
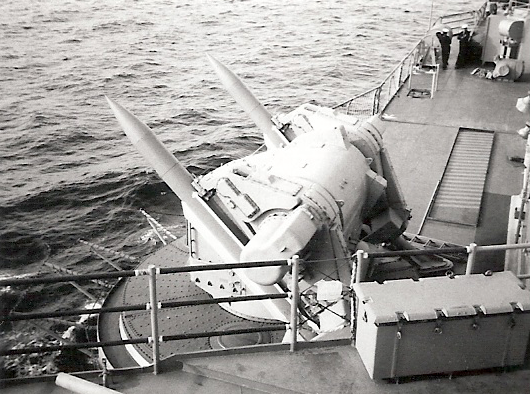
Rampe double Mk11 USS Chicago
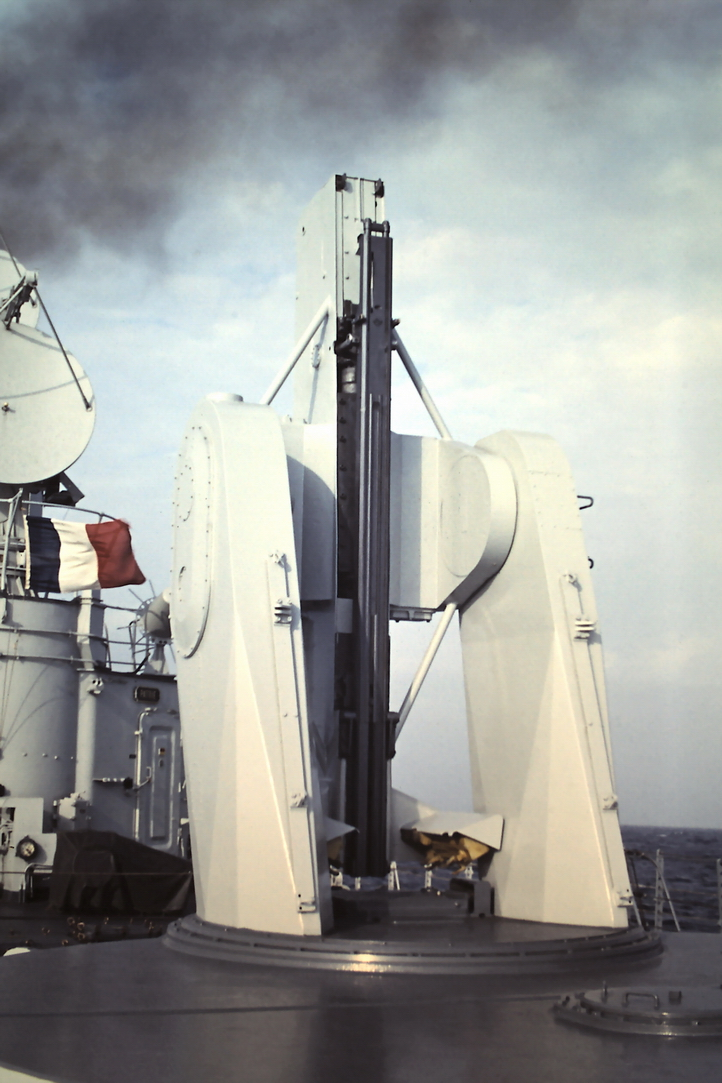
Rampe simple Mk 13 EE Kersaint
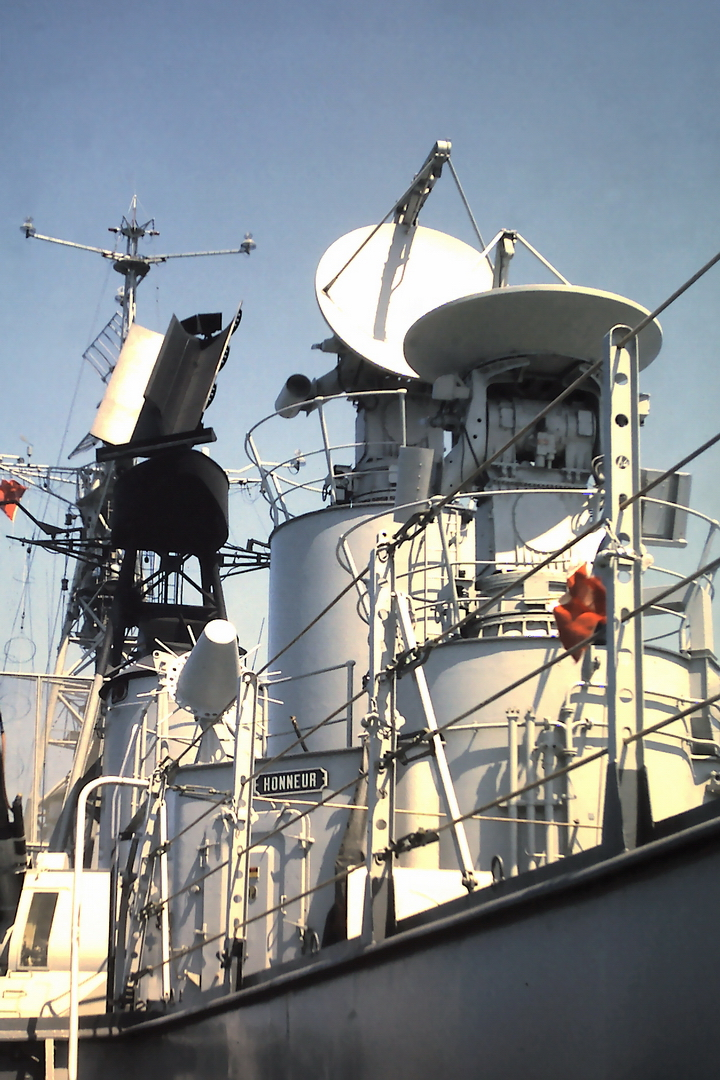
Radar AN/SPS 39 et radars AN/SPG-51C
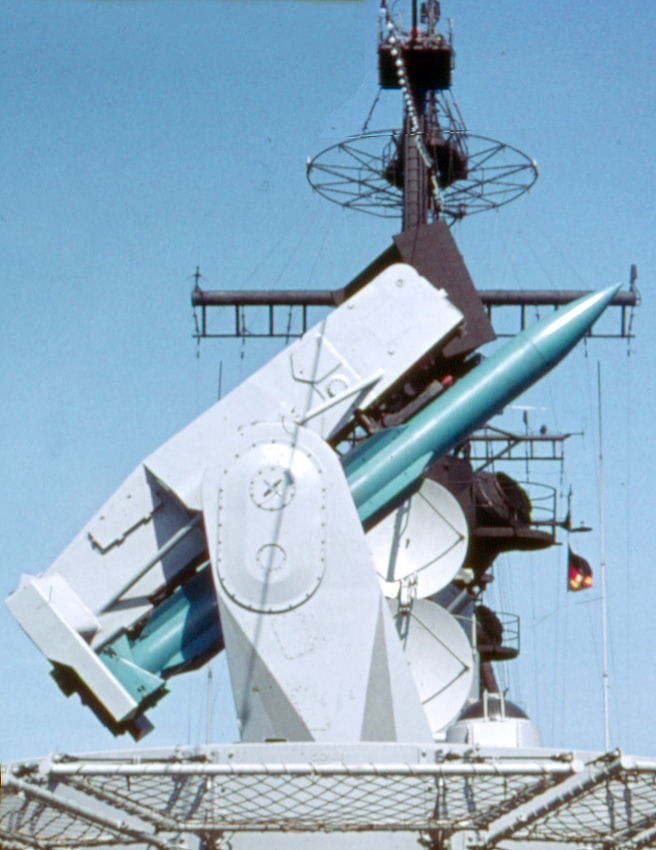
Missile de test

## Navires équipés
On trouve fréquemment des listes qui mélangent RIM-24 et RIM-66 du fait que la structure générale du système d'armes est identique et qu'il est quasiment impossible de les distinguer extérieurement. À titre d'exemple, aucune frégate de la Marine royale néerlandaise n'a jamais été équipée de RIM-24 Tartar.

### États-Unis

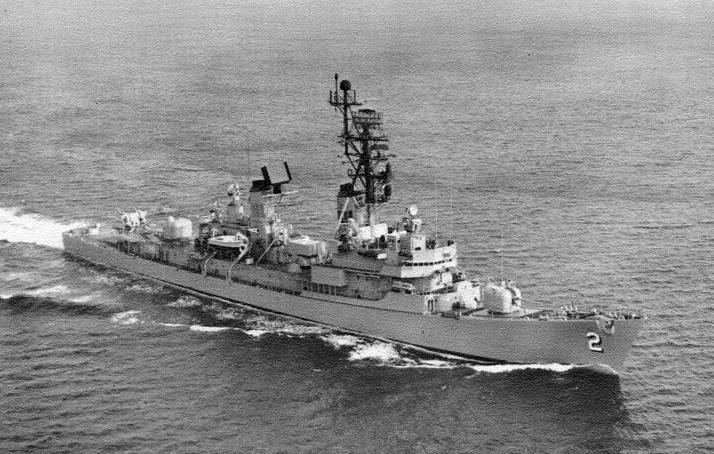
USS Charles F Adams (DDG-2)
Premier navire à être doté du RIM-24 Tartar

- 22 destroyers de la classe Charles F. Adams entrés en service entre 1959 et 1963 dont 4 ont été vendus le 1er octobre 1992 à la marine Grecque après avoir été équipés de missiles RIM-66.
- 6 frégates de la classe Brooke rééquipés en ultérieurement en RIM-66.
- 4 destroyers de la classe Mitscher et 4 de la classe Forrest Shermann ont été équipés uniquement du système de guidage DRBR 51 mais ne disposaient pas eux-mêmes du missile.

### Allemagne
- 3 destroyers de la classe Lütjens dérivés de la classe F. Adams :
  - Lütjens (D185)
  - Mölders (D186)
  - Rommel (D187)

### Australie
- 3 destroyers de la classe Perth, dérivés de la classe F. Adams :
  - HMAS Perth (D 38)
  - HMAS Hobart (D 39)
  - HMAS Brisbane (D 41)

### Italie
- 2 destroyers de la Classe Audace :
  - Audace (D551)
  - Ardito (D550)
- 2 destroyers de la Classe Impavido :
  - Impavido (D570)
  - Intrepido (D571)

### France
- 4 escorteurs d'escadre du type T 47 à la suite de leurs refontes en bâtiments anti-aériens :
  - Dupetit-Thouars (D625) en 1963
  - Du Chayla (D630) en 1964
  - Kersaint (D622) en 1965
  - Bouvet (D624) en 1965

Sur ces bâtiments, la consommation électrique de la rampe hydraulique Mk-13 nécessitait le démarrage d'un diesel alternateur additionnel.
De 1970 à 1975, leur système RIM-24 B initial a été progressivement converti au système RIM-24 C, puis RIM-66. Les deux systèmes d'armes qui équipaient les escorteurs d'escadre Bouvet (désarmé en 1982) et Kersaint (désarmé en 1983) ont été démontés et envoyés aux États-Unis pour une remise à niveau. Ils ont ensuite équipé respectivement les frégates antiaériennes Cassard (1987) et Jean Bart (1990) qui sont restées opérationnelles jusqu'en 2019 et 2021, ce qui a conféré à ce système une longévité exceptionnelle.

Bâtiments équipés d'un RIM-24 Tartar
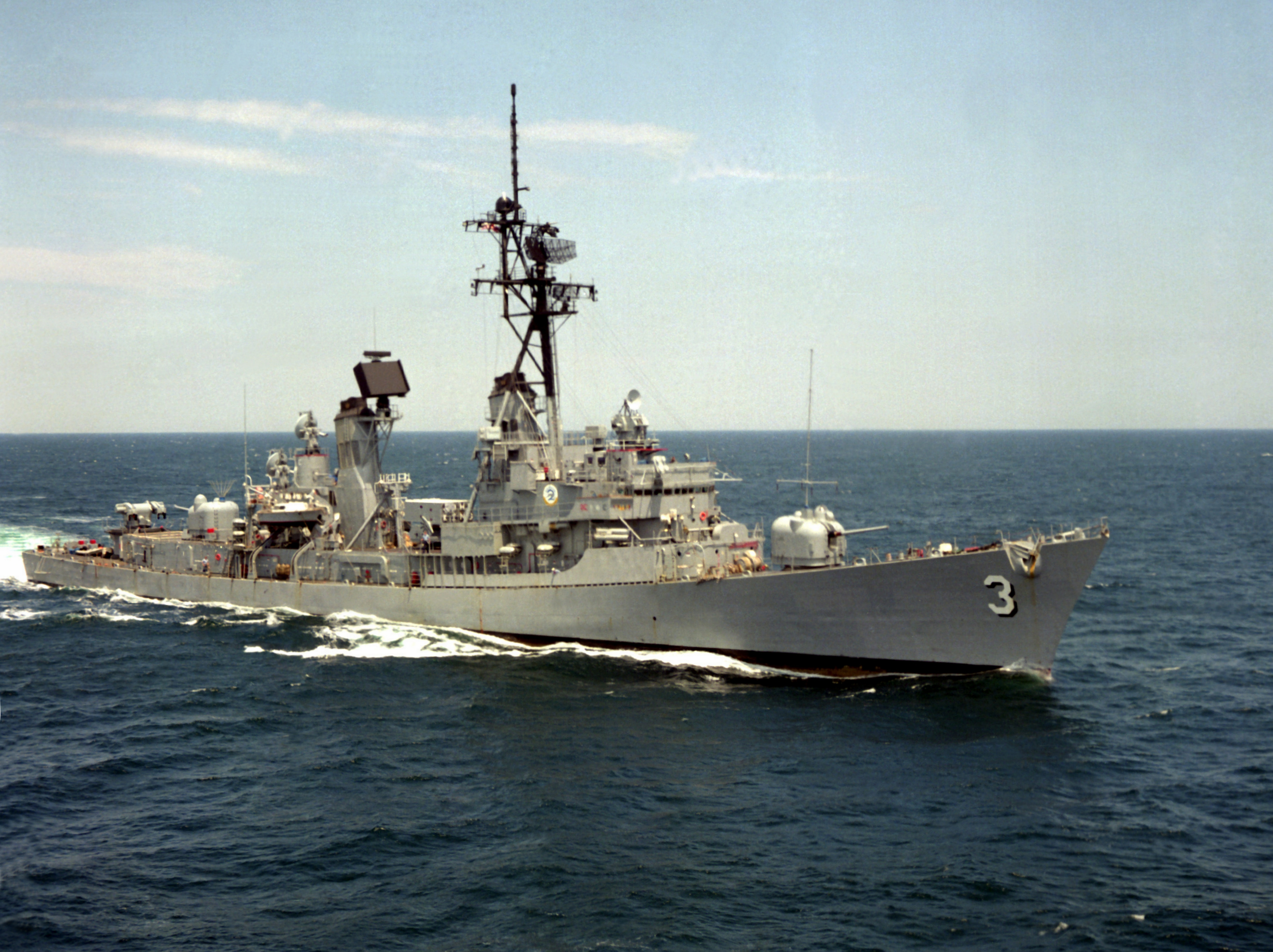
USS John King (DDG-3)
 États-Unis
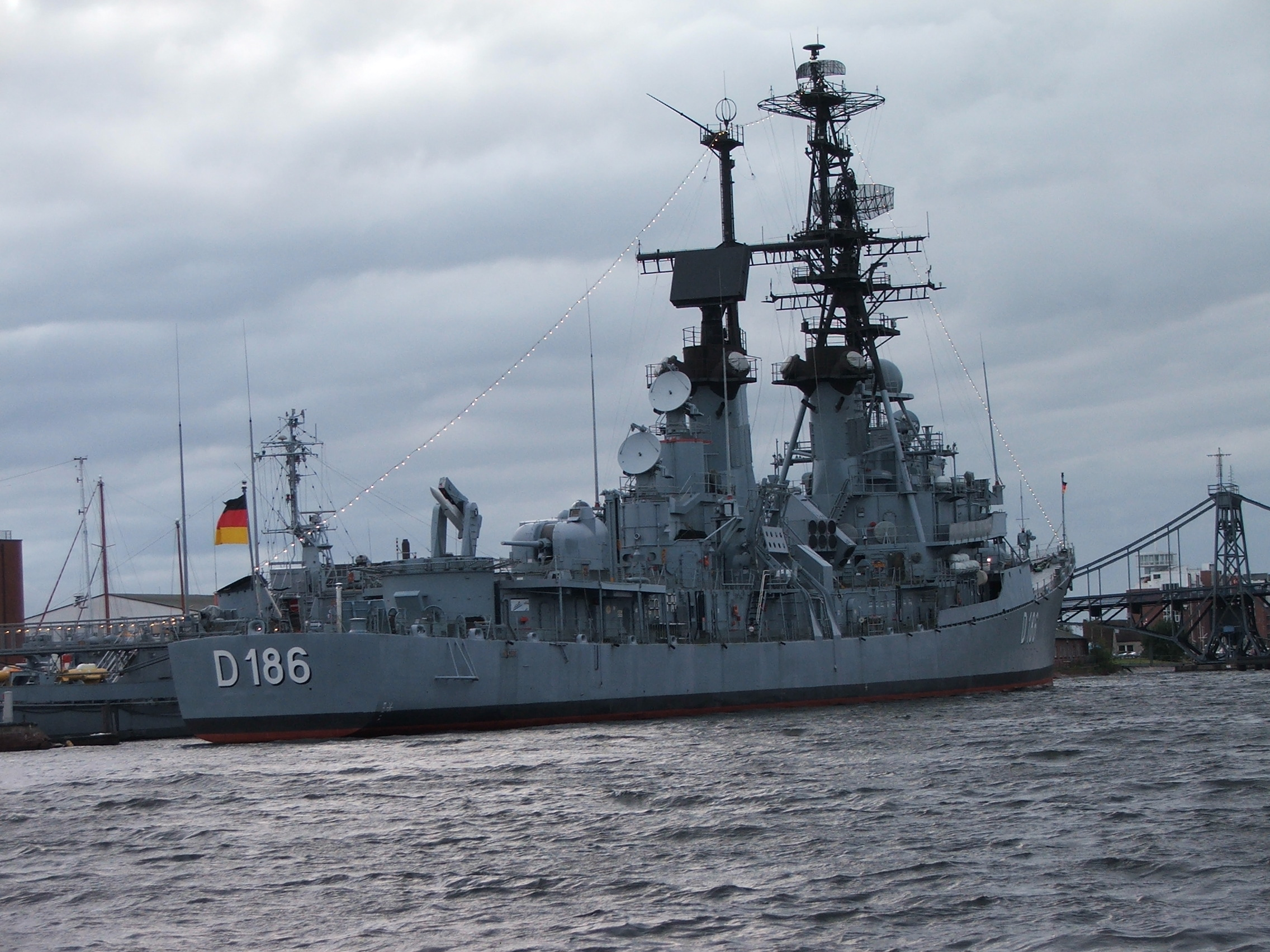
Mölders (D186)
 Allemagne
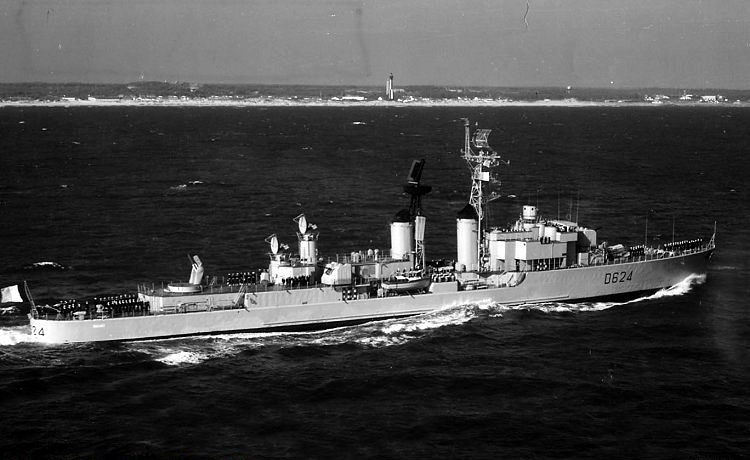
Bouvet (D624) France
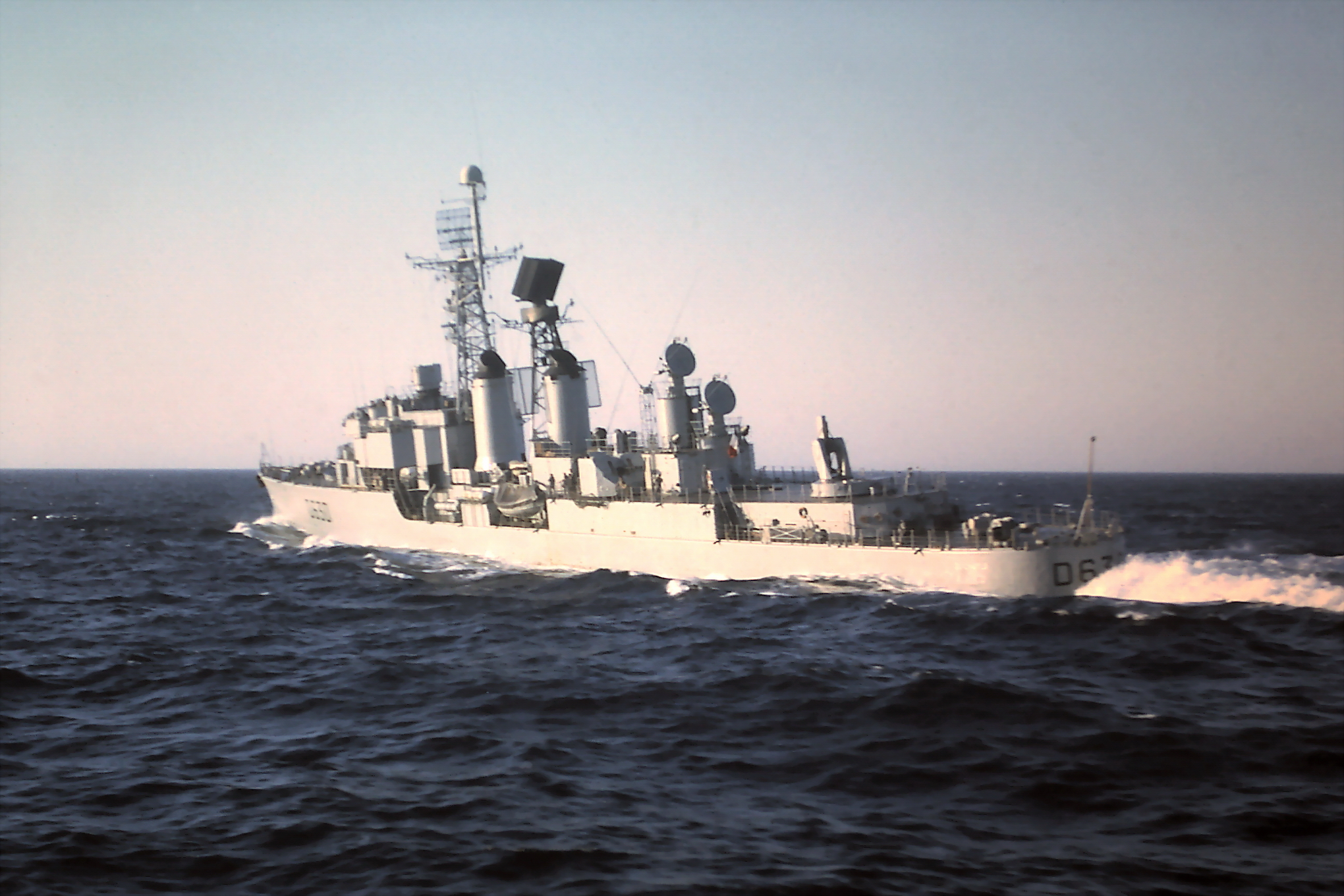
Du Chayla (D630) France
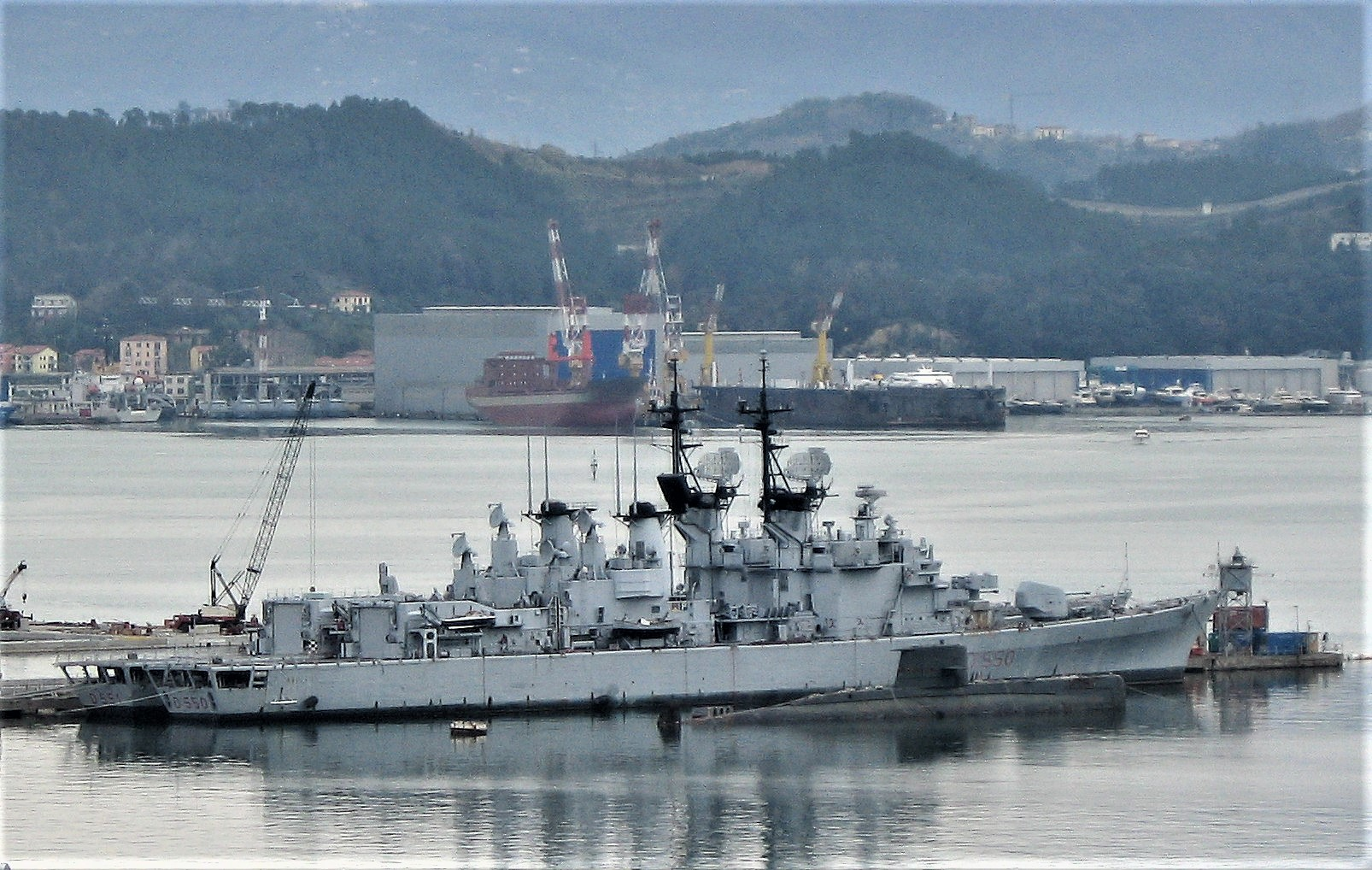
Ardito (D550) et Audace (D551)  Italie
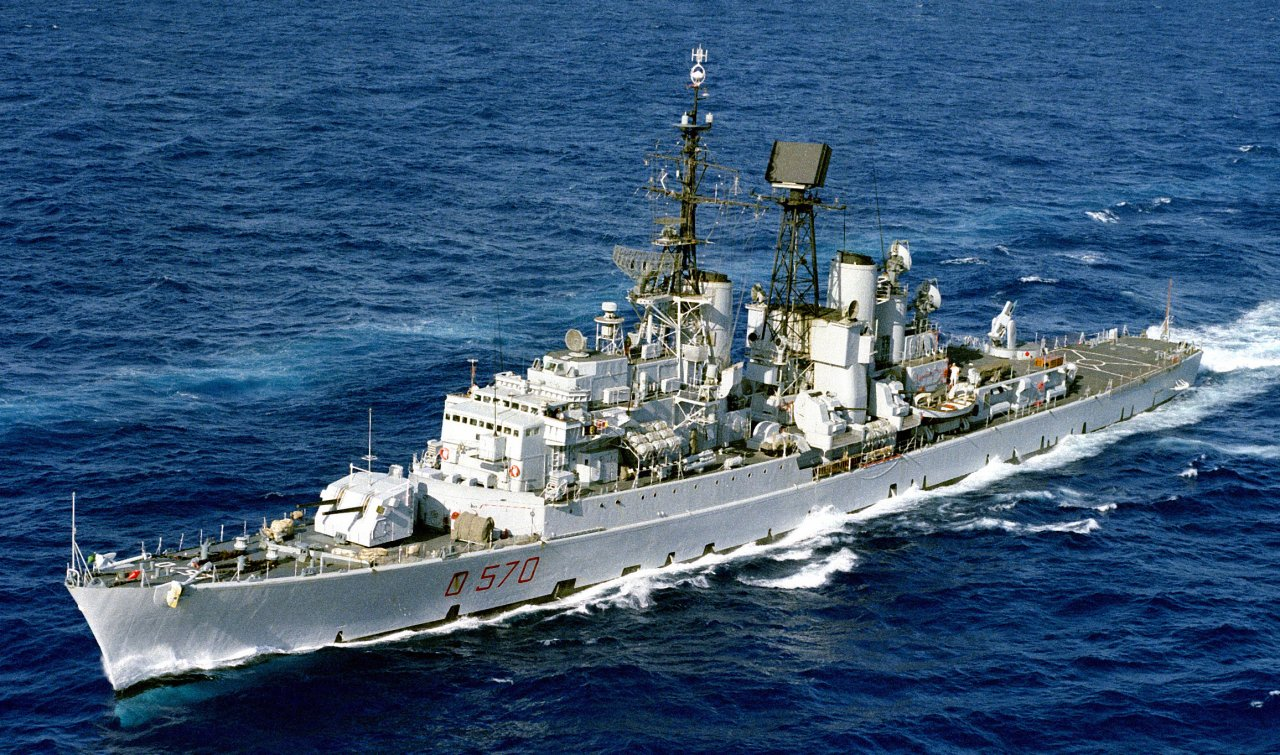
Impavido (D570) Italie
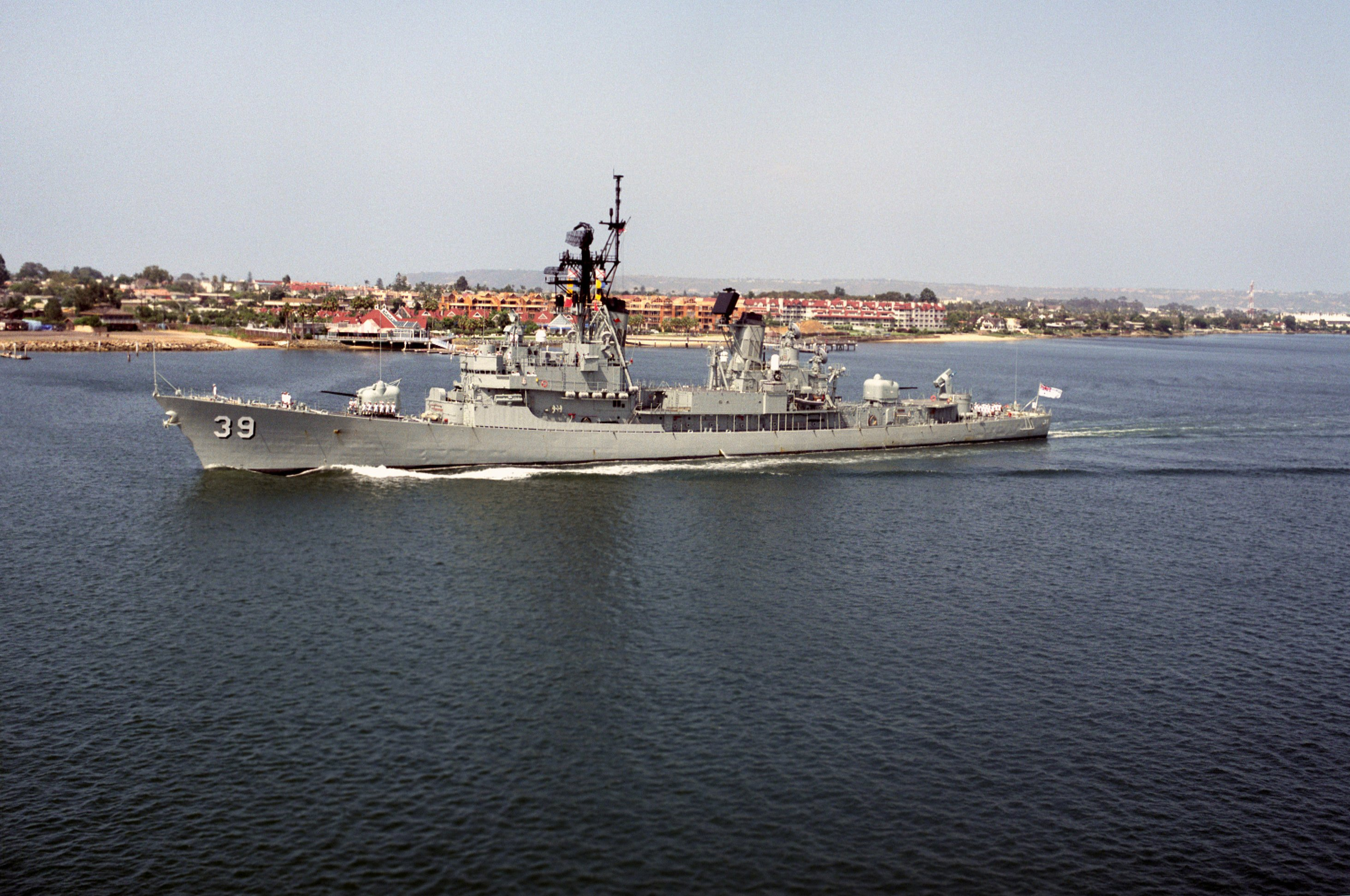
HMS Hobart (D39)
 Australie
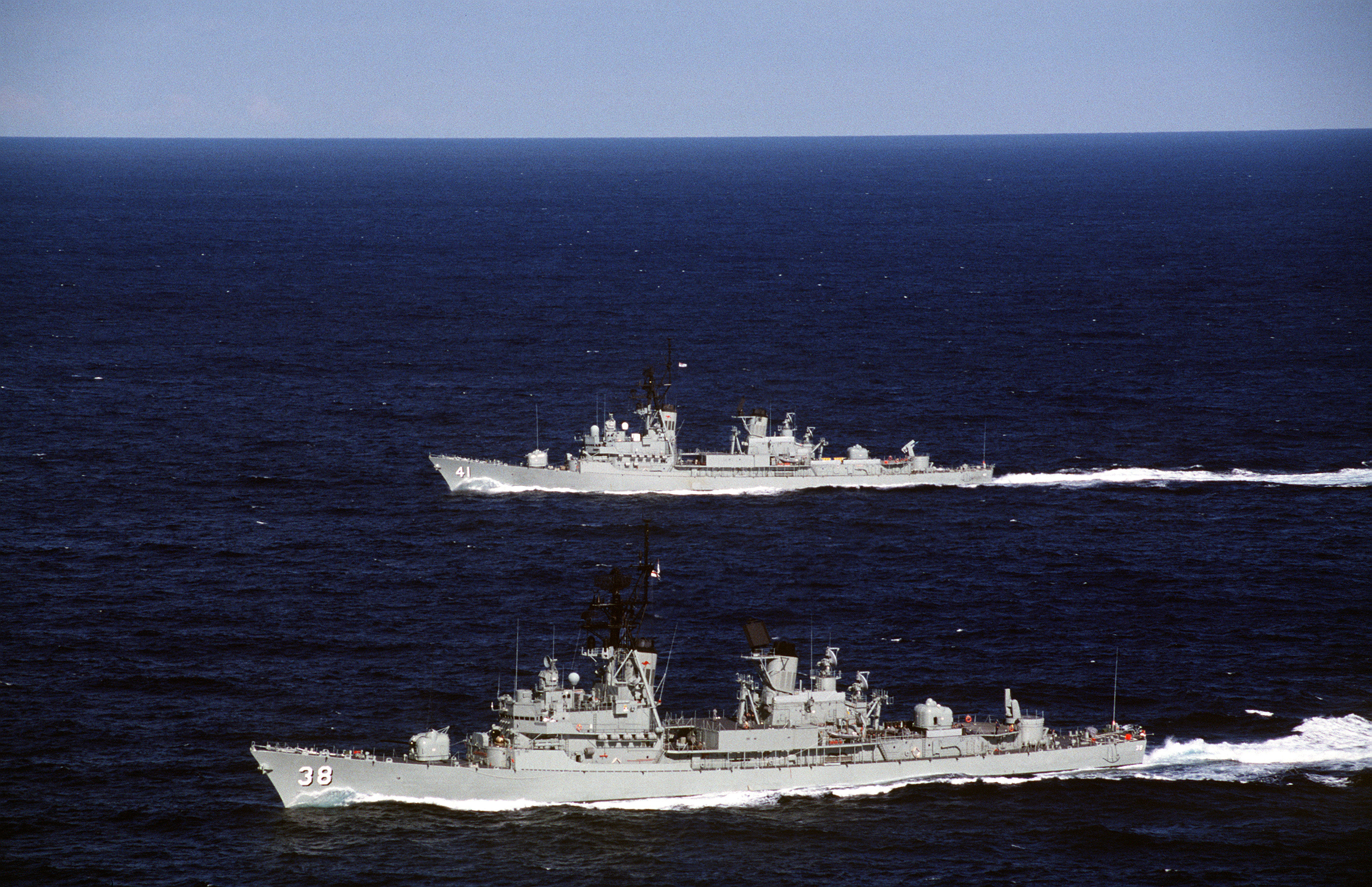
Perth (D38) et HMAS Brisbane (D41) Australie